# 荻岛静夫
荻岛静夫，一侵华日军士兵，他在1937年到1940年的日记中记录了所在日军部队在中国内地进攻、扫荡、杀人、放火等战争罪行。
2005年8月他的7本亲笔日记和1本影集在中国民间收藏家樊建川处被发现，中国革命博物馆馆长沈庆林等5位现代文物鉴定专家认定该手稿为真品，属“国家一级文物”。日记手稿中夹的纸上盖有‘王襄1950’印章，据专家推断，这个王襄可能是中国大收藏家、中国第一代甲骨文学者、天津市文史研究馆第一任馆长王襄。
人民文学出版社出版了《荻岛静夫日记:一个侵华日军的战地实录》。